# FBI 덴저러스
FBI 덴저러스(Dangerous)는 미국에서 제작된 데이빗 해클 감독의 2021년 액션 영화이다. 스콧 이스트우드 등이 주연으로 출연하였다.

## 출연

### 주연
- 스콧 이스트우드
- 멜 깁슨
- 케빈 두런드
- 타이레스 깁슨